# Étang d'Araing
Pour les articles homonymes, voir Araing (homonymie).
L'étang d'Araing est un lac de barrage des Pyrénées françaises sur la commune de Sentein, dans le département de l'Ariège, alimenté principalement par l'Araing, affluent de l'Isard qui conflue avec le Lez.

## Géographie
Situé sur les contreforts nord de la frontière franco-espagnole, en Couserans, il est dominé au sud-ouest par le pic du Crabère (2 629 m). Ses eaux alimentent le Lez, affluent du Salat et colonne vertébrale du Castillonnais.

## Histoire

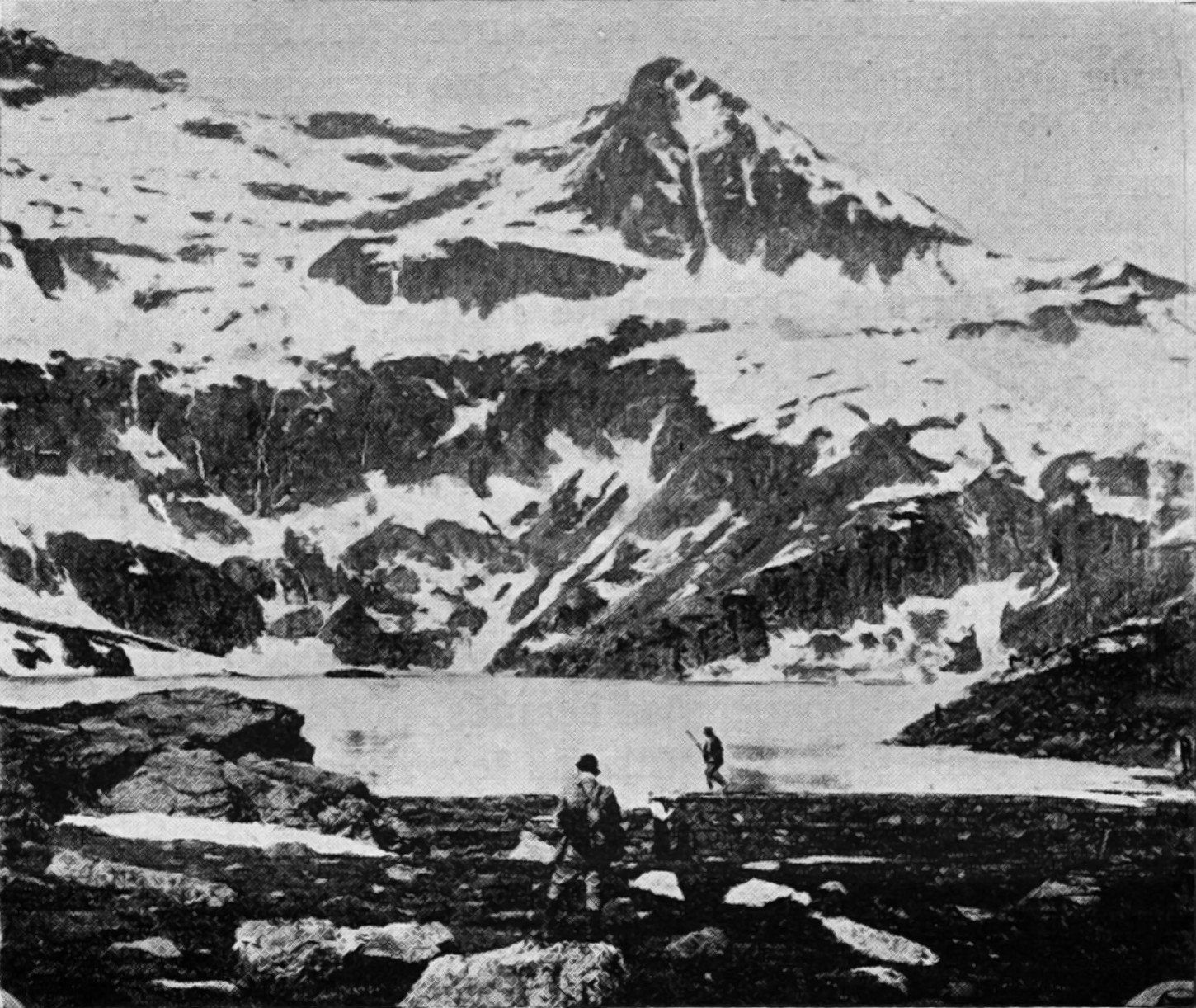
L'étang en 1911 avant la construction du barrage.

L'étang d'Araing est à l'origine un lac naturel d'altitude. En 1935, il est rehaussé par la construction d'un barrage de type poids portant sa superficie de 23 à 32 hectares. Cet ouvrage est un élément de la concession d'un complexe hydroélectrique définie dans un décret du 14 novembre 1931 et comprenant, outre le barrage, une centrale hydroélectrique située sur le Lez en aval du lieu-dit d'Eylie, un canal d'amenée souterrain se terminant par une chambre de mise en pression et une conduite forcée jusqu'à la centrale. Entre également dans la concession un deuxième canal de collecte des eaux de la haute vallée du Lez et du ruisseau d'Urets, les deux canaux se rejoignant aux mines de Bentaillou.
Le canal entre le barrage et le Bentaillou est une conduite sous pression, permettant par un système de siphon la circulation des eaux dans les deux sens. Le barrage peut ainsi stocker l'eau du bassin de l'Urets lorsque la ressource en eau est abondante.
La construction du canal de collecte des eaux du ruisseau d'Urets a permis la découverte du système karstique de la grotte de la Cigalère et du gouffre de Martel. L'exploration effectuée par Norbert Casteret a permis de collecter les eaux souterraines au moyen d'une galerie de 50 m.
Le barrage est construit avec les pierres prises à proximité. Il a une longueur de 230 mètres et une capacité de 8,44 millions de m3.

## Exploitation
Ce lac artificiel est géré par EDF. La collecte des eaux des bassins versants voisins, au niveau des petits barrages d'Urets, d'Ardan et du Chichoué, est améliorée par une station de pompage. La galerie alimente une conduite forcée qui aboutit à l'usine hydroélectrique d'Eylie, hameau de Sentein. Avec une hauteur de chute de 1 050 m, l'ensemble a une capacité de production annuelle de 35 000 000 de kilowatts-heures.

## Voies d'accès
- Accessible en randonnant via le GR 10.
- Présence d'un refuge gardé du CAF de 52 places, dit "Jacques Husson" (gardé à la bonne saison par Anoura Barré).